# Heckenmühlbach
Der Heckenmühlbach ist ein Bach im saarländischen Landkreis Merzig-Wadern auf dem Gebiet der Gemeinde Perl. Er ist ein knapp dreieinhalb Kilometer langer, östlicher und rechter Zufluss der Mosel.

## Verlauf
Der Heckenmühlbach entspringt südlich des zum Perler Ortsteil Tettingen-Butzdorf gehörenden Dorfes Tettingen und mündet nördlich des Perler Ortsteils Besch von rechts in die Mosel.